# Saint-Christophe-sur-le-Nais
Saint-Christophe-sur-le-Nais is een gemeente in het Franse departement Indre-et-Loire (regio Centre-Val de Loire). De plaats maakt deel uit van het arrondissement Tours. Saint-Christophe-sur-le-Nais telde op 1 januari 2022 1.077 inwoners.

## Geografie
De oppervlakte van Saint-Christophe-sur-le-Nais bedroeg op 1 januari 2022 18,27 vierkante kilometer; de bevolkingsdichtheid was toen 58,9 inwoners per km².

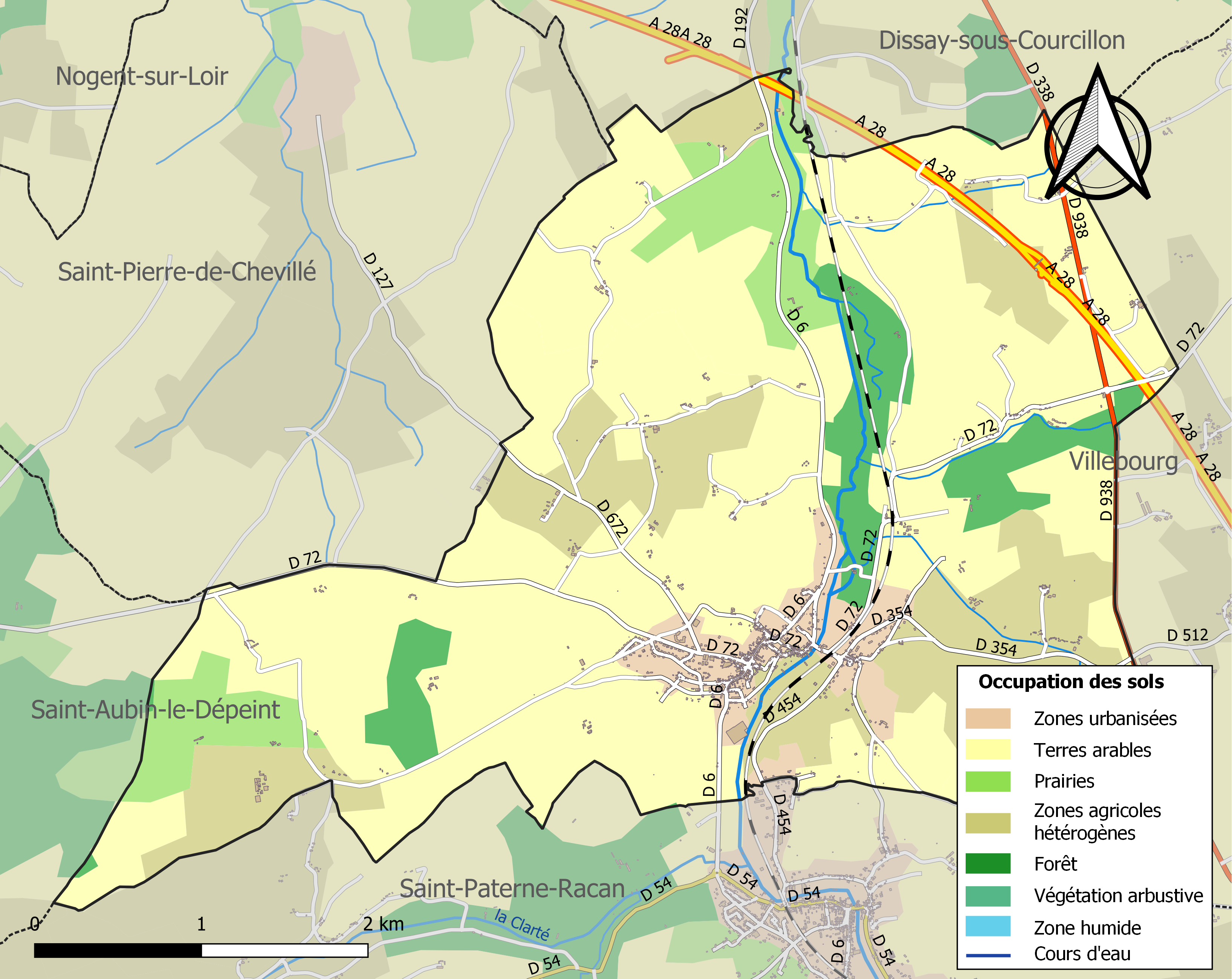
Kaart van de gemeente met de belangrijkste infrastructuur, bodemgebruik en omliggende gemeenten

## Demografie
Onderstaande figuur toont het verloop van het inwonertal (bron: INSEE-tellingen).